# صوفي هيمينغ
صوفي هيمينغ (بالإنجليزية: Sophie Hemming)‏ هي لاعبة اتحاد الرغبي وبيطرية بريطانية، ولدت في 20 يونيو 1980 في برستل في المملكة المتحدة.